# 인체공학 키보드

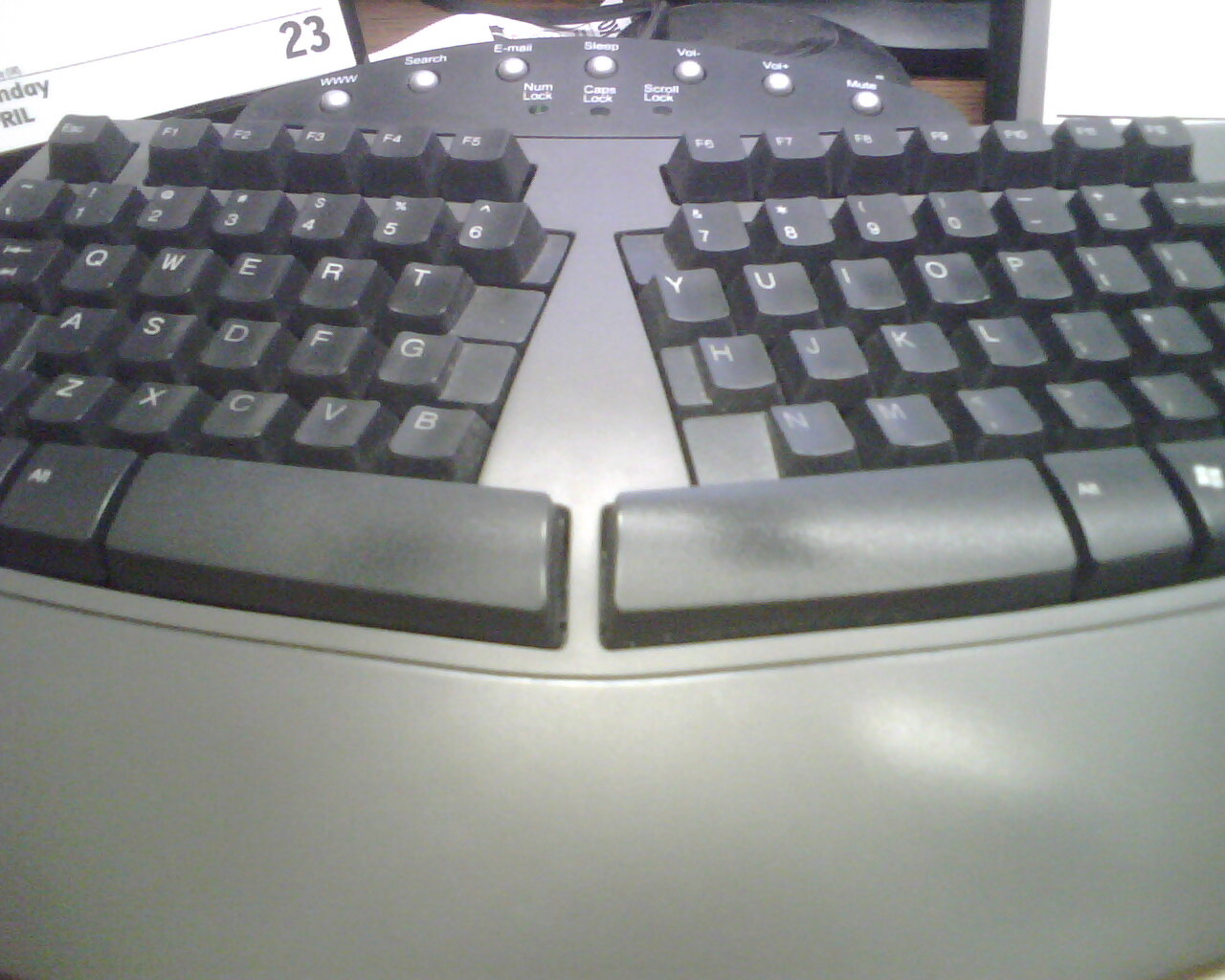
인체공학 키보드

인체공학 키보드(ergonomic keyboard)는 근육 긴장, 피로 및 기타 문제를 최소화하기 위해 인체공학적 고려사항을 고려하여 설계된 컴퓨터 자판이다.

## 특징
일반적인 QWERTY 자판 레이아웃은 C. 레이섬 숄스(C. Latham Sholes)가 디자인하고 1878년에 특허를 받은 기계식 타자기에서 유래되었다. 연구에 따르면 레이아웃은 전보 운영자의 영향을 받았을 수 있다. 행 사이의 열 오프셋은 각 키와 타자기의 내부 메커니즘 사이의 물리적 링크를 수용하도록 설계되었다. 타이핑 업무가 전동 타자기와 컴퓨터로 전환되면서 이미 타이핑 훈련을 받은 사용자가 쉽게 전환할 수 있도록 레이아웃이 유지되었다. 그러나 레거시 기계 레이아웃에는 엇갈린 기둥 레이아웃을 포함하여 사용자가 불편하고 반복적인 움직임과 자세를 취하게 만드는 등 다양한 특징이 있다. 적어도 1926년 이후로 몇 가지 잠재적인 해결책이 제안되었다.
인체공학적 키보드는 본질적으로 키를 재배치하거나 재배치하여 사용자 손목의 불편함을 최소화하고 불필요한 손가락 움직임을 줄이는 것을 목표로 만들어졌다. 예를 들어, 기존 키보드 레이아웃을 입력하면 사용자가 어깨 높이, 손목 척골 편위 및 머리 회전을 강제로 수행할 수 있다. 물리적인 인체공학적 측면을 고려하면 가장 편안한 타이핑 자세는 키보드 사용자의 팔뚝이 지면과 평행하고 손목을 곧게 유지하는 자세이다. 이 자세를 용이하게 하기 위해 클로켄베르크는 1926년에 양손 타이피스트의 기본 키 클러스터를 왼쪽과 오른쪽 절반으로 나누어 서로 비스듬히 설정하여 손목이 똑바로 유지되어야 한다고 제안한 연구를 발표했다. 1972년 크로머(Kroemer)가 발표한 보다 자세한 연구에서는 조정 가능한 분할 키보드가 사용자의 고통을 줄일 수 있다고 제안했다. 1970년대에는 데이터 입력 작업자가 근골격계 부상을 입을 위험이 있음을 시사하는 여러 연구가 발표되었다.

## 같이 보기
- 반복사용긴장성손상증후군